# Carlos Santillán
Carlos Santillán Nolasco (San Salvador de Jujuy, 14 de febrero de 1951), apodado "Perro" Santillán, es un dirigente gremial y político argentino. Ejerció como Secretario General del Sindicato de Empleados y Obreros Municipales (SEOM) de la provincia de Jujuy en dos periodos, el primero de 1990 al 2001 y el segundo de 2013 a la actualidad, con un receso de doce años en los que estuvo como coordinador de la Comisión de Derechos Humanos "Mambo Tango" de Jujuy hasta que los trabajadores municipales le propusieron presentarse a elecciones del sindicato con la histórica lista "Blanca" a raíz del trágico fallecimiento de Juan Carlos "Pajarito" Bejarano, Secretario General en ese momento.
Es considerado un dirigente destacado dentro de la izquierda local jujeña desde las décadas de 1980 y 1990. Fue miembro fundador de la Corriente Clasista y Combativa, pero se desvinculó de ella posteriormente.

## Biografía
Nació en San Salvador de Jujuy el 14 de febrero de 1951, en Ciudad de Nieva, un barrio humilde de la capital provincial jujeña. Cursó sus estudios primarios en la escuela "Bernardo de Monteagudo", y los secundarios en la Escuela Nacional de Educación Técnica N.º 1 "Escolástico Zegada". Tras finalizar el secundario, recibiéndose como maestro mayor de obras, ingresó en 1970 a la Universidad Nacional de Tucumán (UNT) para estudiar Arquitectura. Comenzó su militancia política durante sus años universitarios, aunque posteriormente abandonó la carrera. Retornó posteriormente a Jujuy, donde se dedicó activamente al sindicalismo laboral. Retomaría sus estudios universitarios recién en 1985, cuando ingresó a la Facultad de Humanidades y Ciencias Sociales de la Provincia, fue presidente del Centro de estudiantes de la Fhycs y estudio en  la carrera de Antropología.
Fue despedido de su trabajo tras el golpe de Estado de 1976, en gran medida debido a su actividad sindical. Poco antes del final de la dictadura militar, en 1981, ingresó al Sindicato de Empleados y Obreros Municipales de Jujuy (SEOM), llegando a ser delegado del mismo rápidamente.
Saltó a la fama en 1988 con el "Basurazo", una masiva manifestación que implicó el esparcimiento de bolsas de basura por San Salvador de Jujuy, en medio de la crisis económica y política que rodeaba al gobierno del justicialista Ricardo de Aparici. Las movilizaciones encabezadas por Santillán fueron un factor determinante en la renuncia de De Aparici, así como de varios de sus sucesores (Roberto Domínguez, Carlos Ficoseco, y Carlos Ferraro).
Durante la década de 2000 destacó por su frontal oposición tanto a las políticas del kirchnerismo (gobernante a nivel nacional con Néstor Kirchner y Cristina Fernández de Kirchner, y en Jujuy con Eduardo Fellner y Walter Barrionuevo) como al accionar de la Organización Barrial Túpac Amaru, encabezada por Milagro Sala, en Jujuy. Santillán acusaría al kirchnerismo de "financiar una organización mafiosa". Se opuso también al gobierno de Mauricio Macri a nivel nacional y de Gerardo Morales en Jujuy a partir de 2015.
Fue candidato a gobernador de Jujuy en las elecciones provinciales de 2015 y 2019 por el Partido por la Dignidad del Pueblo (PDP), en ambas obteniendo poco más del 1% de los votos.